# Басакин
Басакин — посёлок в Чернышковском районе Волгоградской области. Является админцентром Басакинского сельского поселения.
На 2017 год в Басакине числятся площадь, 16 улиц и 6 переулков, действуют средняя общеобразовательная школа, детский сад «Тополёк», посёлок связан автобусным сообщением с райцентром и соседними населёнными пунктами

## Население
| 2010 |
| ---- |
| 1041 |

## География
Посёлок расположен на обеих берегах реки Цимла, примерно в 33 километрах от райцентра, высота центра селения над уровнем моря — 47 м